# Go West (canción)
«Go West» es una canción del grupo de música disco estadounidense Village People. Lanzada originalmente como el segundo sencillo de su álbum Go West en junio de 1979, alcanzó el top 20 en Bélgica, Irlanda y Reino Unido. No fue tan popular como otros sencillos del grupo lanzados en ese tiempo, como "Y.M.C.A." o "In the Navy",sin embargo la canción fue todo un éxito cuando en 1993 el dúo de los Pet Shop Boys grabó una versión de la misma.
El título de la canción se atribuye a la frase del siglo XIX "Ve al Oeste, jovencito" (en inglés Go West, young man) atribuida a John Soule (y no a Horace Greeley como muchos piensan), un apoyo a la colonización del Oeste de Estados Unidos. Por otro lado, algunos han querido ver en "Go West" una expresión de sentimiento pro-occidental en el mundo comunista. Tanto la versión de 7 pulgadas como la de 12 fueron recopiladas en diversas colecciones de grandes éxitos, incluyendo un remix para la radio en 1997.

## Posicionamiento en listas
| Lista (1979)                          | Máxima posición |
| ------------------------------------- | --------------- |
| Bélgica (Flandes) (Ultratop 50)       | 12              |
| Canadá (RPM Top Singles)              | 41              |
| Canadá (RPM Dance/Urban)              | 13              |
| Irlanda (IRMA)                        | 15              |
| Países Bajos (Dutch Top 40)           | 31              |
| Países Bajos (Mega Single Top 100)    | 29              |
| Reino Unido (Official Charts Company) | 15              |
| Estados Unidos (Billboard Hot 100)    | 45              |
| Estados Unidos (Hot Dance Club Songs) | 14              |

## Versión de los Pet Shop Boys
En 1992, cuando Derek Jarman les pidió a los Pet Shop Boys que se presentaran en un evento de caridad para el sida en el club nocturno de Mánchester, La Haçienda, Chris Lowe integrante del dúo seleccionó "Go West" como la canción que interpretarían. Debido a que el cantante Neil Tennant no se pudo acordar de la letra durante esa presentación, ambos decidieron grabarla como un sencillo.
La primera parte instrumental de la canción se parece bastante a los primeros acordes del himno de la Unión Soviética. 
La versión original de la canción, programada para un lanzamiento anterior en 1992 como un sencillo no incluido en el álbum, nunca fue usada; tanto ésta como un lado B inédito; "Forever in Love" fueron lanzados en la reedición expandida del 2001 de su álbum Very. El lanzamiento final del sencillo, en 1993 fue el segundo sencillo de Very e incluía remixes de Brothers in Rhytm, Farley & Heller, Kevin Saunderson y Mark Stent; el nuevo lado B "Shameless" fue incluido en el musical del grupo, titulado "Closer to Heaven". El lanzamiento del sencillo en 1993 llegó al número dos en las listas de popularidad en el Reino Unido, y al número uno en Alemania. "Go West" se ha convertido desde entonces en la canción que tradicionalmente utilizan para el cierre de sus conciertos.

### Cambios
Musicalmente, la nueva versión usa las mismas bases de la progresión de cuerdas originales utilizadas en el Canon en Re Mayor de Johann Pachelbel, trayendo el tema al frente en el inicio de la canción, que coincide con las primeras notas del himno soviético. La canción también tuvo reescripciones extensivas de sus pistas instrumentales. A cargo de las mezclas estaban los productores Stephen Hague y Mark Stent, junto con un coro de hombres de Broadway. El cantante del grupo, Neil Tennant, afirmó que se habían inspirado en la canción «There Is Nothing Like a Dame», del musical de Broadway South Pacific. Además, Tennant y Lowe insertaron una nueva sección a la canción, con la letra:

There where the air is free
we'll be what we want to be.
Now if we make a stand
we'll find our promised land
Ahí donde el aire es libre
seremos lo que queramos ser.
Ahora, si nos ponemos en marcha,
encontraremos nuestra tierra prometida
Neil Tennant & Chris Lowe

Mientras que la versión original era sincera en cuanto a su representación de una utopía, la versión de los Pet Shop Boys, característica de la banda, introdujo un subtexto inspirado por las consecuencias de la pandemia del sida en los años 1980 y cómo ésta había afectado la supuesta utopía de la versión original.
Adicionalmente, el video musical de la nueva versión presenta íconos de la ex Unión Soviética (como estrellas rojas y la hoz y el martillo), mostrando tropas de hombres idénticos marchando hacia una escalera desvaneciéndose en las nubes, con la Estatua de la Libertad apareciendo en la distancia (con la faz de una mujer negra vistiendo de color rojo, interpretada por Sylvia Mason-James), además de que aparece Lenin, aparentemente ante una utopía del oeste prometida. Dirigido por Howard Greenhaugh, el video, como fue el caso de toda la serie de los vídeos que este realizó para los sencillos del álbum Very, utilizaba muchas imágenes generadas por ordenador.
Algunos de los pocos elementos reales eran Tennant y Lowe, vestidos en trajes azul y amarillo y con cascos semiesféricos (vestuario que adaptaron para la promoción de los sencillos de Very). Uno de los escenarios reales que fue usado fue la Plaza Roja en Moscú, donde aparece el dúo caminando, usando sus trajes, los mismos que fueron parodiados en el video de su sencillo de finales del 2006 "I'm with Stupid"). El video fue nominado a los Premios Grammy en la Categoría de Mejor video musical Corto en 1995, perdió y el ganador en esa entrega fue "Love is Strong" de los Rolling Stones.
Años después, cuando los Pet Shop Boys cerraron su presentación en el Concierto de Live 8, el 2 de julio de 2005 en la Plaza Roja con esta canción, se podía escuchar fuertemente a la audiencia cantándola a capela.

### Posicionamiento en listas
| Lista (1993)                            | Máxima posición |
| --------------------------------------- | --------------- |
| Australia (ARIA)                        | 10              |
| Austria (Ö3 Austria Top 40)             | 2               |
| Bélgica (Flandes) (Ultratop 50)         | 2               |
| Canadá (RPM Top Singles)                | 19              |
| Europa (Eurochart Hot 100 Singles)      | 2               |
| Europa (European Hit Radio)             | 1               |
| Finlandia (Suomen virallinen lista)     | 1               |
| Francia (SNEP)                          | 2               |
| Alemania (Offizielle Deutsche Charts)   | 1               |
| Islandia (Íslenski Listinn Topp 40)     | 1               |
| Irlanda (IRMA)                          | 1               |
| Italia Airplay (Music & Media)          | 4               |
| Países Bajos (Dutch Top 40)             | 3               |
| Países Bajos (Mega Single Top 100)      | 5               |
| Nueva Zelanda (Recorded Music NZ)       | 13              |
| Noruega (VG-lista)                      | 5               |
| España (AFYVE)                          | 4               |
| Suecia (Sverigetopplistan)              | 2               |
| Suiza (Schweizer Hitparade)             | 2               |
| Reino Unido (Official Charts Company)   | 2               |
| Reino Unido Airplay (Music Week)        | 2               |
| Estados Unidos (Bubbling Under Hot 100) | 6               |
| Estados Unidos (Hot Dance Club Songs)   | 1               |
| Estados Unidos (Dance Singles Sales)    | 25              |

## Legado
En Inglaterra, para varios cantos, como el del Arsenal; "One-nil to the Arsenal", o el del West Bromwich Albion; "Go West Bromwich Albion". Una versión orquestada de la canción fue adoptada por la FIFA como tema oficial de la Copa Mundial de Fútbol Alemania 2006; titulada "Stand Up! (Champions Theme)", fue cantada dentro de los estadios al final de cada partido del torneo y la interprete Patrizio Buanne.
En 1994 el filme australiano "Priscilla, Reina del Desierto", la canción se escucha mientras los tres personajes principales salen a la carretera.
En el filme alemán del 2004 "Tormenta de verano", la canción es interpretada en una escena al final del filme. Está interpretada por the Sound City Girls.
En Argentina, la banda electrónica "Beat Cairo", quienes hacen un tributo a "Pet Shop Boys" la canción "Go West" se convirtió en un himno en sus presentaciones, además del resto del repertorio clásico y nuevo Dance de la banda Inglesa. También fue utilizada como cortina musical en el programa "Charlando de Moda", emitido en la señal Canal 13 de Santa Fe, y conducido por Edgardo Poldi.
En el fútbol del país rioplatense, se puede destacar una canción del equipo Club Atlético Defensores de Belgrano basada en "Go West" con la siguiente letra: "Dale, dale dale 'De' (abreviatura de Defensores), ponga huevo y corazón, te quiero ver salir campeón y correr a todo Morón". (Sic. Morón es un equipo rival de Defensores de Belgrano)
"Go West" es una de las canciones de la versión estadounidense del videojuego Dance Dance Revolution EXTREME, así como su contraparte europea Dancing Stage Fusion.
En Australia Occidental, Go West fue la tonada que el Bank West utilizó en los años 1990 en sus anuncios para televisión. Es una frase usual en Australia cuando se habla acerca de Australia Occidental o cuando se dice que uno va a visitar esa parte.
En México durante los años 1998-1999, el banco Bancomer lanzó una campaña publicitaria con spots televisivos mostrando a niños en tablas de surf volando por la ciudad, con vestimentas casi idénticas a las usadas por los Pet Shop Boys en su video 'Go West' y como fondo musical, una "adaptación" de la misma, por no llamarla plagio.«Comercial Bancomer Educación (Go West)». Consultado el 11 de junio de 2025.
En Uruguay, las aficiones de los clubes de fútbol Nacional y Peñarol utilizan esta canción, con la letra modificada, para animar a su equipo. En Argentina la afición del Estudiantes de La Plata utiliza la melodía de esta canción para uno de sus cantos. Y en España los seguidores del Atlético de Madrid y del Real Betis Balompié también la usan con frecuencia. Por otro lado, en Portugal, el Sport Lisboa e Benfica, popularmente conocido como "el Glorioso", utiliza esta música como base de su himno "Benfica és a nossa fé" o "Alé força S.L.B".
En 1994, la marca chilena de cuadernos "Rhein" lanzó un comercial en el que utilizó esta canción, cambiando "Go West" por "Go Rhein".
En el anime de comedia Yamazaki, el rey de la clase (1997) "Go West" fue usada como el tema de introducción pero la letra y el nombre fueron cambiados a "Yamazaki es el mejor"
"Назад към природата" ("De vuelta a la Naturaleza") de la banda de comedia búlgara Zamunda Banana Band es una parodia de "Go West".
En 2010 el PSG lanzó su nuevo himno oficial "Allez Paris Saint-Germain" cantado por los futbolistas utilizando la melodía de esta canción.
En abril de 2011, el programa humorístico Crackòvia realizó un sketch basado en esta canción, titulado Mou res (Mou (José Mourinho) nada, en castellano).
En Argentina fue utilizada en 2015 como tema de fondo de una publicidad de fideos Mama Lucchetti con la temática Egipcia "Cleopasta".
En 2015 la versión de los Pet Shop Boys de la canción apareció como el tema principal de la película Mountains May Depart, la película comienza y termina con esta canción.
En 2021, el youtuber conocido como el Bananero, utilizó esta canción con su letra modificada como intro para su programa semanal en vivo conocido como «Radio garka».
En el 2022, durante los festejos del mundial de Catar, en el barrio de Liniers en la Ciudad de Buenos Aires, Argentina, fue utilizada esta canción con su letra modificada para festejar junto a una abuela, a manera de cábala. La versión se volvió viral.
En la entrega del trofeo del Masters de Roma 2023 al ganador Daniil Medvedev se utilizó el tema en lugar del himno nacional ruso, debido a las prohibiciones impuestas por la ATP a la simbología e identidad rusa, derivadas de las sanciones aplicadas por la Invasión rusa de Ucrania (2022-presente)
También los aficionados de la selección de fútbol de Polonia y de las selecciones de otros deportes de Polonia cantan tradicionalmente "Polska, biało-czerwoni" ("Polonia, blanca y roja") con la melodía de la canción.